# سفارت ایالات متحده آمریکا در جوبا
سفارت ایالات متحده آمریکا در جوبا (به لاتین: Embassy of the United States) یک منطقهٔ مسکونی و نمایندگی سیاسی ایالات متحده آمریکا در سودان جنوبی است که در جوبا واقع شده‌است.